# Чвялєв Євген Денисович
Євген Денисович (Діонісович) Чвялєв (21 червня 1898, село Путимель Климовицького повіту Могильовської губернії, тепер Могильовської області, Республіка Білорусь — розстріляний 4 лютого 1940, місто Москва) — радянський діяч, заступник народного комісара, народний комісар зовнішньої торгівлі СРСР. Депутат Верховної Ради СРСР 1-го скликання (1937—1939).

## Біографія
Народився в селянській родині. З 1911 року був наймитом, працював на сезонних роботах, був погоничем волів. У 1913—1914 роках навчався в церковновчительській школі, звідки був виключений за неблагонадійність. У 1915—1917 роках навчався в Уфимському землемірному училищі.
Член РСДРП(б) з березня 1917 року.
У листопаді 1917 року — відповідальний секретар виборчої комісії з виборів у Законодавчі збори в місті Талли Самарської губернії.
З грудня 1917 року — червоногвардієць і начальник розвідки загону Червоної гвардії в місті Бузулуці. На початку 1918 року — голова Спілки лівої молоді в місті Уфі, потім боєць 1-го Уфимського революційного загону.
У жовтні 1918 — лютому 1923 року служив у Червоній армії. З 1918 по 1919 рік — військовий топограф штабу 2-ї, а потім 5-ї армії. З 1919 по 1920 рік — начальник політвідділу 1-ї бригади 28-ї дивізії. У 1920—1921 роках — начальник агітполіткурсів 10-ї армії, начальник редакції видавничого відділу політвідділу 11-ї армії. У березні 1921 року, як делегат 10-го з'їзду РКП(б), брав участь в придушенні Кронштадтського повстання. У 1921—1922 роках — начальник організаційно-інструкторського відділення Політичного управління РВР Російської РФСР.
У 1923—1924 роках — завідувач відділу робітничого життя в газеті «Правда», відповідальний секретар редакції журналу «Предприятие». Одночасно у 1924—1929 роках заочно навчався на факультеті радянського права 1-го Московського державного університету.
У 1924—1925 роках — інструктор Центральної Контрольної Комісії РКП(б) — Народного комісаріату робітничо-селянської інспекції СРСР.
У 1925—1929 роках — політичний редактор, заступник завідувача експортно-імпортного відділу «Союзкіно».
У 1929—1930 роках — уповноважений при торговому представництві СРСР в Німеччині.
У 1930—1931 роках — директор іноземного відділу «Союзвугілля» в місті Харкові.
З 1931 по 1934 рк навчався в Економічному інституті Червоної професури. У 1934—1936 роках — аспірант Академії зовнішньої торгівлі СРСР. У 1936—1937 роках — заступник директора Академії зовнішньої торгівлі СРСР із навчальної частини.
У жовтні 1937 — 19 січня 1938 року — заступник народного комісара зовнішньої торгівлі СРСР.
19 січня — 29 листопада 1938 року — народний комісар зовнішньої торгівлі СРСР. Знятий з посади «як такий, що не впорався з роботою».
З грудня 1938 року працював викладачем Академії зовнішньої торгівлі СРСР.
23 квітня 1939 року заарештований органами НКВС. Розстріляний 4 лютого 1940 року.
Реабілітований постановою Військової колегії Верховного суду СРСР у 1956 році.